# 上久下村
上久下村（かみくげむら）は、兵庫県氷上郡にあった村。現在の丹波市山南町の東部にあたる。

## 地理
- 河川：篠山川

## 歴史
- 1889年（明治22年）4月1日 - 町村制の施行により、阿草村・上滝村・篠場村・青田村・畑内村・北太田村・太田村・下滝村の区域をもって発足。
- 1955年（昭和30年）7月21日 - 久下村・小川村と合併して山南町が発足。同日上久下村廃止。

## 交通

### 鉄道路線
- 日本国有鉄道
  - 福知山線
    - 下滝駅